# Komenda Rejonu Uzupełnień Krzemieniec

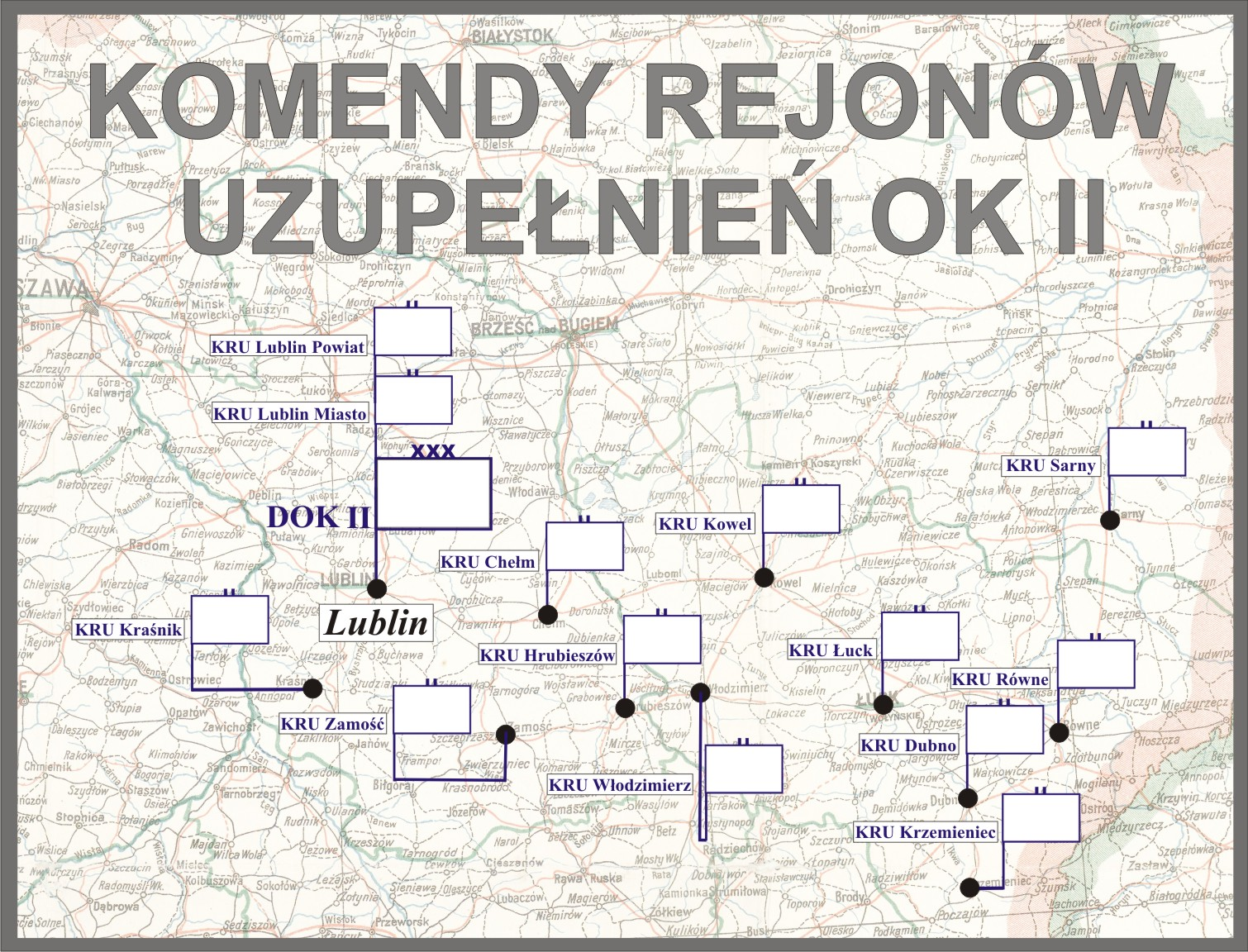
Komendy rejonów uzupełnień DOK II

Komenda Rejonu Uzupełnień Krzemieniec (KRU Krzemieniec) – organ wojskowy właściwy w sprawach uzupełnień Sił Zbrojnych II Rzeczypospolitej i administracji rezerw w powierzonym mu rejonie.

## Historia komendy
Na obszarze Okręgu Korpusu Nr II została utworzona Powiatowa Komenda Uzupełnień Krzemieniec, która obejmowała swoją właściwością powiat krzemieniecki. W siedzibie starostwa miał rezydować oficer ewidencyjny, lecz stanowisko to w latach 1923–1924 nie było obsadzone.
W marcu 1930 roku PKU Krzemieniec była nadal podporządkowana Dowództwu Okręgu Korpusu Nr II w Lublinie i administrowała powiatem krzemienieckim. W grudniu tego roku komenda posiadała skład osobowy typ III.
31 lipca 1931 roku gen. dyw. Kazimierz Fabrycy, w zastępstwie ministra spraw wojskowych, rozkazem B. Og. Org. 4031 Org. wprowadził zmiany w organizacji służby poborowej na stopie pokojowej. Zmiany te polegały między innymi na zamianie stanowisk oficerów administracji w PKU na stanowiska oficerów broni (piechoty) oraz zmniejszeniu składu osobowego PKU typ I–IV o jednego oficera i zwiększeniu o jednego urzędnika II kategorii. Liczba szeregowych zawodowych i niezawodowych oraz urzędników III kategorii i niższych funkcjonariuszy pozostała bez zmian.
1 lipca 1938 roku weszła w życie nowa organizacja służby poborowej, zgodnie z którą dotychczasowa PKU Krzemieniec została przemianowana na Komendę Rejonu Uzupełnień Krzemieniec przy czym nazwa ta zaczęła obowiązywać 1 września 1938 roku, z chwilą wejścia w życie ustawy z dnia 9 kwietnia 1938 roku o powszechnym obowiązku wojskowym.
Komendant rejonu uzupełnień w sprawach dotyczących uzupełnień Sił Zbrojnych i administracji rezerw podlegał bezpośrednio dowódcy Okręgu Korpusu Nr II. Rejon uzupełnień nie uległ zmianie i nadal obejmował powiat krzemieniecki.

## Obsada personalna
Poniżej przedstawiono wykaz oficerów zajmujących stanowisko komendanta Powiatowej Komendy Uzupełnień i komendanta rejonu uzupełnień oraz wykaz osób funkcyjnych (oficerów i urzędników wojskowych) pełniących służbę w PKU Krzemieniec i KRU Krzemieniec, z uwzględnieniem najważniejszych zmian organizacyjnych przeprowadzonych w latach 1926 i 1938. W latach 1926–1939 służbę w PKU / KRU pełnił sierż. Ezechiel Łoś.
| Komendanci                                | Komendanci                | Komendanci                                |
| ----------------------------------------- | ------------------------- | ----------------------------------------- |
| stopień, imię i nazwisko                  | czas pełnienia obowiązków | kolejne stanowisko służbowe (dalsze losy) |
| mjr piech. Jan Gustaw Sojko               | do XI 1921                | komendant PKU Ciechanów                   |
| płk piech. Wandalin Doroszkiewicz         | do 26 X 1923              | Rezerwa Oficerów Sztabowych DOK II        |
| płk piech. Mikołaj Korszun-Osmołowski     | 26 X 1923 – VIII 1924     | komenant PKU Mołodeczno                   |
| ppłk piech. Józef Bronisław Janicki       | VIII 1924 – III 1925      | 86 pp                                     |
| ppłk piech. Mieczysław Marceli Dziewulski | III 1925 – IX 1926        | dyspozycja dowódcy OK II                  |
| ppłk piech. Paweł Kopp                    | X 1926 – II 1927          | stan spoczynku z dniem 30 IV 1927         |
| ppłk piech. Marian Mikołaj Trzciński      | V 1927 – IV 1928          | dyspozycja dowódcy OK II                  |
| ppłk piech. Leon Rapszewicz               | III 1929 – VI 1933        | komenant PKU Łuniniec                     |
| mjr piech. Leon Krajewski                 | 20 IX 1933 – 1938         | stan spoczynku                            |
| mjr piech. Benedykt Matarewicz            | 1938 – 1939               |                                           |

| Obsada pozostałych stanowisk funkcyjnych PKU w latach 1923–1925 | Obsada pozostałych stanowisk funkcyjnych PKU w latach 1923–1925 | Obsada pozostałych stanowisk funkcyjnych PKU w latach 1923–1925 | Obsada pozostałych stanowisk funkcyjnych PKU w latach 1923–1925 |
| --------------------------------------------------------------- | --------------------------------------------------------------- | --------------------------------------------------------------- | --------------------------------------------------------------- |
| I referent                                                      | kpt. piech. Franciszek Suchomel                                 | 1 XII 1922 – IX 1923                                            | 78 pp                                                           |
| I referent                                                      | kpt. piech. Stanisław Sokołowski                                | IX 1923 – VIII 1924                                             | DOK III                                                         |
| I referent                                                      | kpt. piech. Marian Stępkowski                                   | VIII 1924 – II 1926                                             | kierownik I referatu                                            |
| II referent                                                     | urzędnik wojsk. XI rangi / por. kanc. Józef Stanisz             | 1923 – VIII 1925                                                | II referent PKU Hrubieszów                                      |
| II referent                                                     | por. kanc. Władysław Fedorko                                    | VIII 1925 – II 1926                                             | kierownik II referatu                                           |
| oficer instrukcyjny                                             | por. piech. Stanisław II Zarębski                               | do XI 1924                                                      | 24 pp                                                           |
| oficer instrukcyjny                                             | por. piech. Stanisław Kostka Kowalski                           | od XI 1924                                                      |                                                                 |
| oficer ewidencyjny na powiat krzemieniecki                      | urzędnik wojsk. XI rangi Stanisław Radajewicz                   | od 1 VI 1923                                                    |                                                                 |
| Obsada pozostałych stanowisk funkcyjnych PKU w latach 1926–1938 |                                                                 |                                                                 |                                                                 |
| kierownik I referatu administracji rezerw                       | kpt. piech. Marian Stępkowski                                   | II – IX 1926                                                    | p.o. kierownika I referatu PKU Szamotuły                        |
| kierownik I referatu administracji rezerw                       | mjr piech. Leon Rapszewicz                                      | IX 1926 – III 1929                                              | komendant PKU                                                   |
| kierownik I referatu administracji rezerw                       | mjr piech. Stanisław Szuber                                     | III 1929 – †8 II 1930                                           |                                                                 |
| kierownik I referatu administracji rezerw                       | kpt. piech. Leonard Radziszewski                                | IX 1930 – 1938                                                  | kierownik I referatu KRU                                        |
| kierownik II referatu poborowego                                | por. kanc. Władysław Fedorko                                    | II 1926 – IV 1927                                               | referent PKU Zamość                                             |
| kierownik II referatu poborowego                                | kpt. piech. Bronisław Tytus Żółciński                           | VII 1927 – IX 1930                                              | kierownik I referatu PKU Łomża                                  |
| kierownik II referatu poborowego                                | kpt. art. Stanisław Żukotyński                                  | – IX 1930 – 31 VIII 1934                                        | stan spoczynku                                                  |
| referent                                                        | por. kanc. Marian Csadek                                        | od II 1926                                                      |                                                                 |
| referent                                                        | kpt. art. Stanisław Żukotyński                                  | był w 1928 – IX 1930                                            | kierownik II referatu                                           |
| Obsada pozostałych stanowisk funkcyjnych KRU w latach 1938–1939 |                                                                 |                                                                 |                                                                 |
| kierownik I referatu ewidencji                                  | kpt. adm. (piech.) Leonard Radziszewski                         | 1938 – 1939                                                     | baon KOP „Słobódka II”, †1940 Katyń                             |
| kierownik II referatu uzupełnień                                | kpt. adm. (piech.) Stanisław Kostka Kowalski                    | 1939                                                            |                                                                 |